# Basbellain
Basbellain är en ort i Luxemburg.   Den ligger i distriktet Diekirch, i den norra delen av landet, 60 kilometer norr om huvudstaden Luxemburg. Basbellain ligger 461 meter över havet och antalet invånare är 164.
Terrängen runt Basbellain är platt.  Närmaste större samhälle är Wiltz, 20,0 kilometer söder om Basbellain. 
I omgivningarna runt Basbellain växer i huvudsak blandskog. Runt Basbellain är det ganska glesbefolkat, med 42 invånare per kvadratkilometer.